# Régiment Royal-Suédois
Pour les articles homonymes, voir régiment de Sparre.
Le régiment Royal-Suédois est un régiment d'infanterie allemand du royaume de France créé en 1690 devenue sous la Révolution le 89e régiment d'infanterie de ligne.

## Création et différentes dénominations

Le Maréchal Erik Sparre, vers 1714
par Nicolas de Largillierre
Nationalmuseum, Stockholm.

- 1er août 1690 : création du régiment de Leisler.
- 20 octobre 1694 : renommé régiment de Sparre.
- 10 mars 1714 : renommé régiment de Lenck.
- 19 décembre 1734 : renommé régiment d'Appelgrehn.
- 30 octobre 1742 : le roi, pour témoigner au corps sa satisfaction de la brillante valeur qu'il avait montrée dans le siège de Prague, le mit, par ordre du 30 octobre, sous le titre de Royal-Suédois, et lui accorda les privilèges dont jouissaient les régiments royaux.
- 1er janvier 1791 : devient le 89e régiment d'infanterie de ligne.

## Équipement

### Drapeaux
16 drapeaux, dont un blanc colonel, et 15 d’ordonnance, « bleux, avec une fleur de lys d’or dans chacun des 4 quarrez, & croix blanches ».

Drapeaux colonel et d’ordonnance
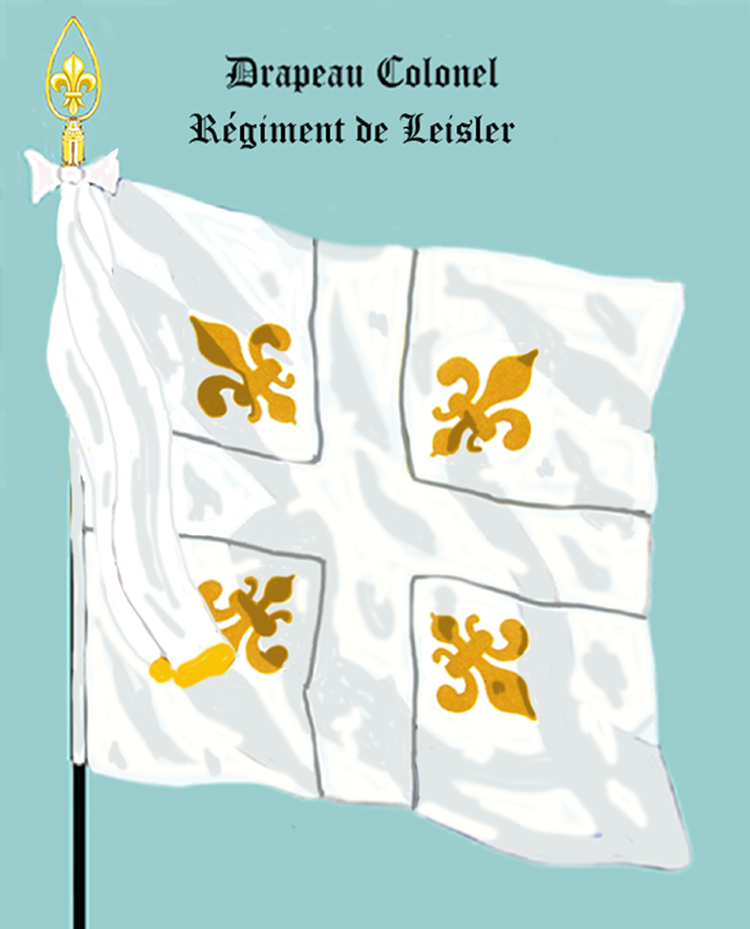
drapeau colonel de 1690 à 1760
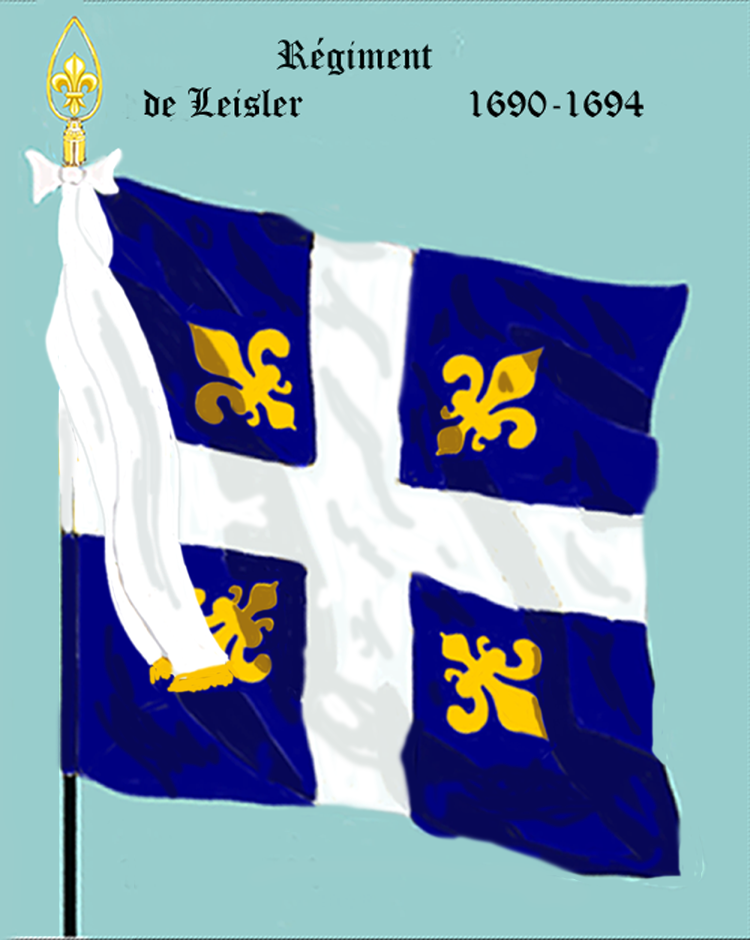
régiment de Leisler de 1690 à 1694
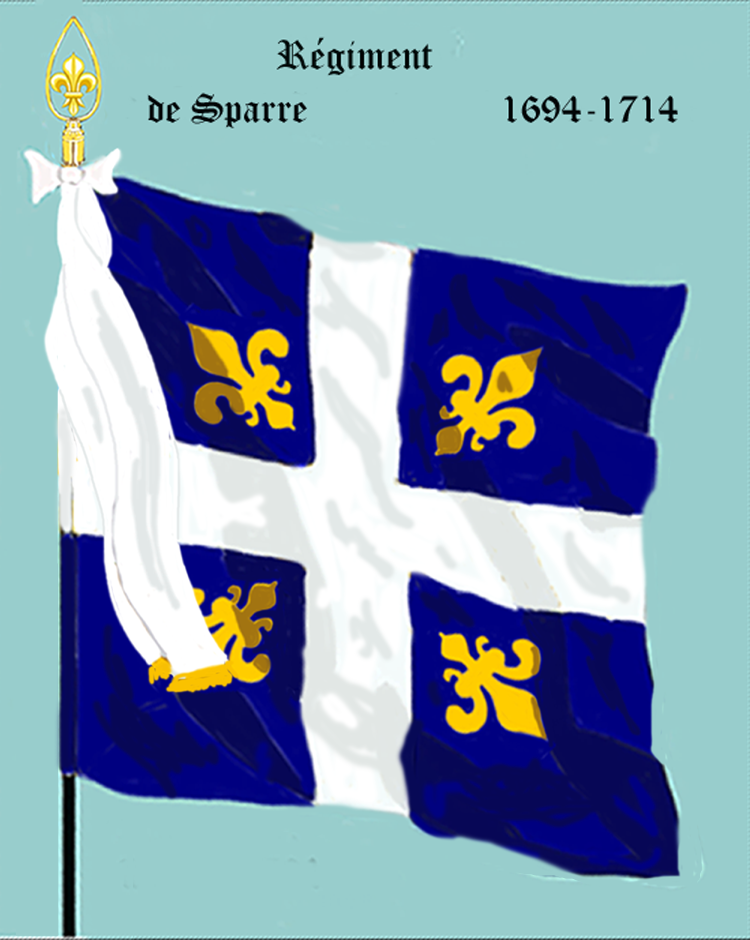
régiment de Sparre de 1694 à 1714
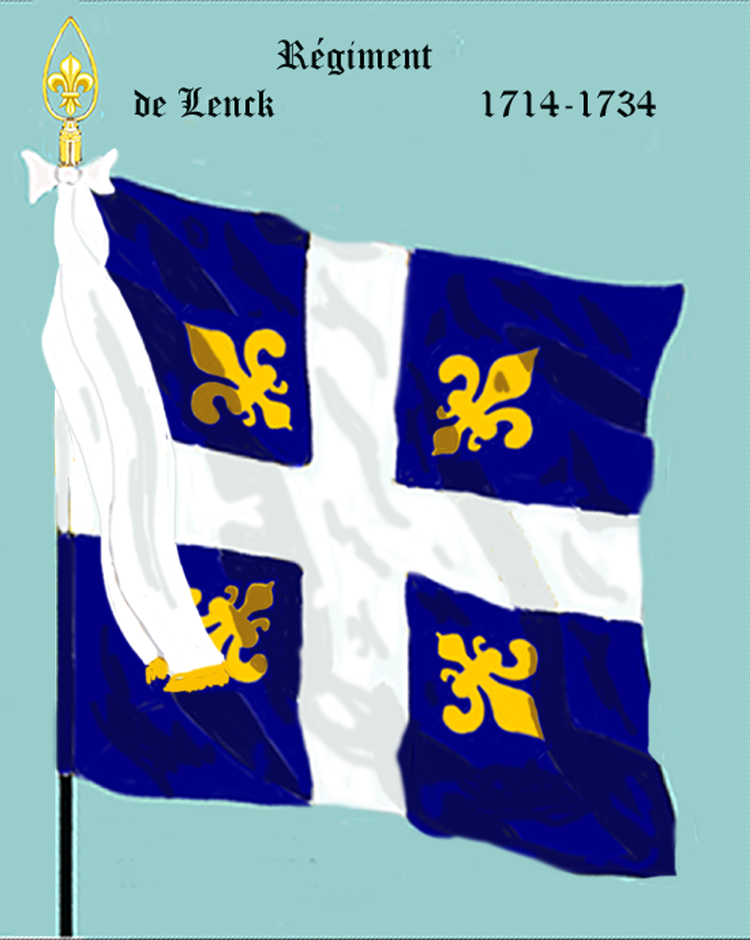
régiment de Lenck de 1714 à 1734

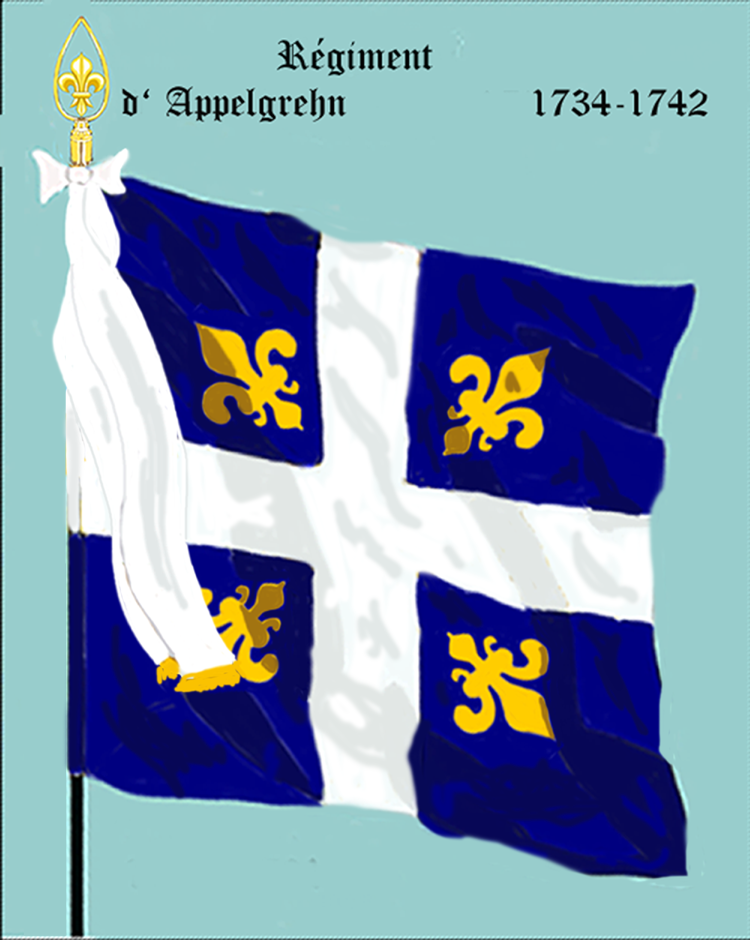
régiment d’Appelgrehn de 1734 à 1742
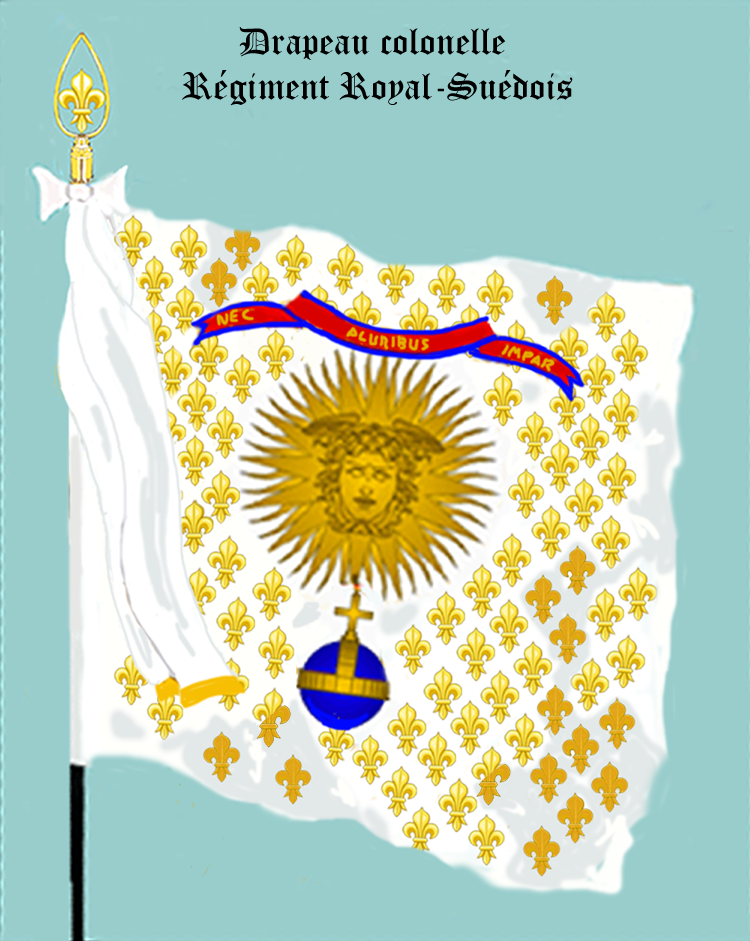
drapeau colonelle de 1760 à 1790
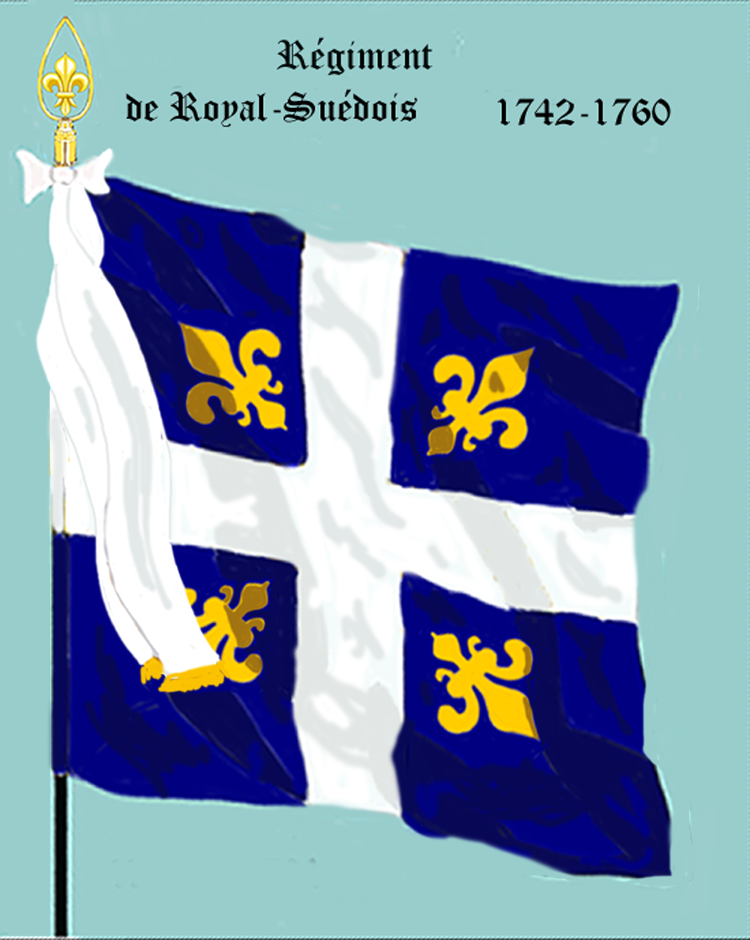
régiment Royal-Suédois de 1742 à 1760
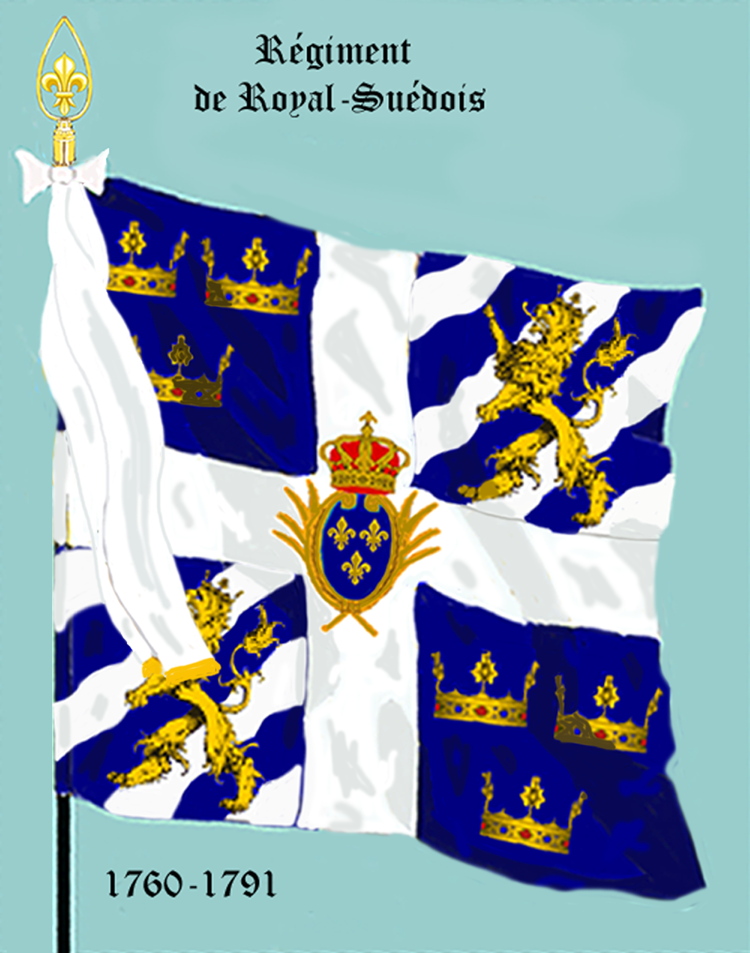
régiment Royal-Suédois de 1760 à 1790

### Habillement

Uniformes
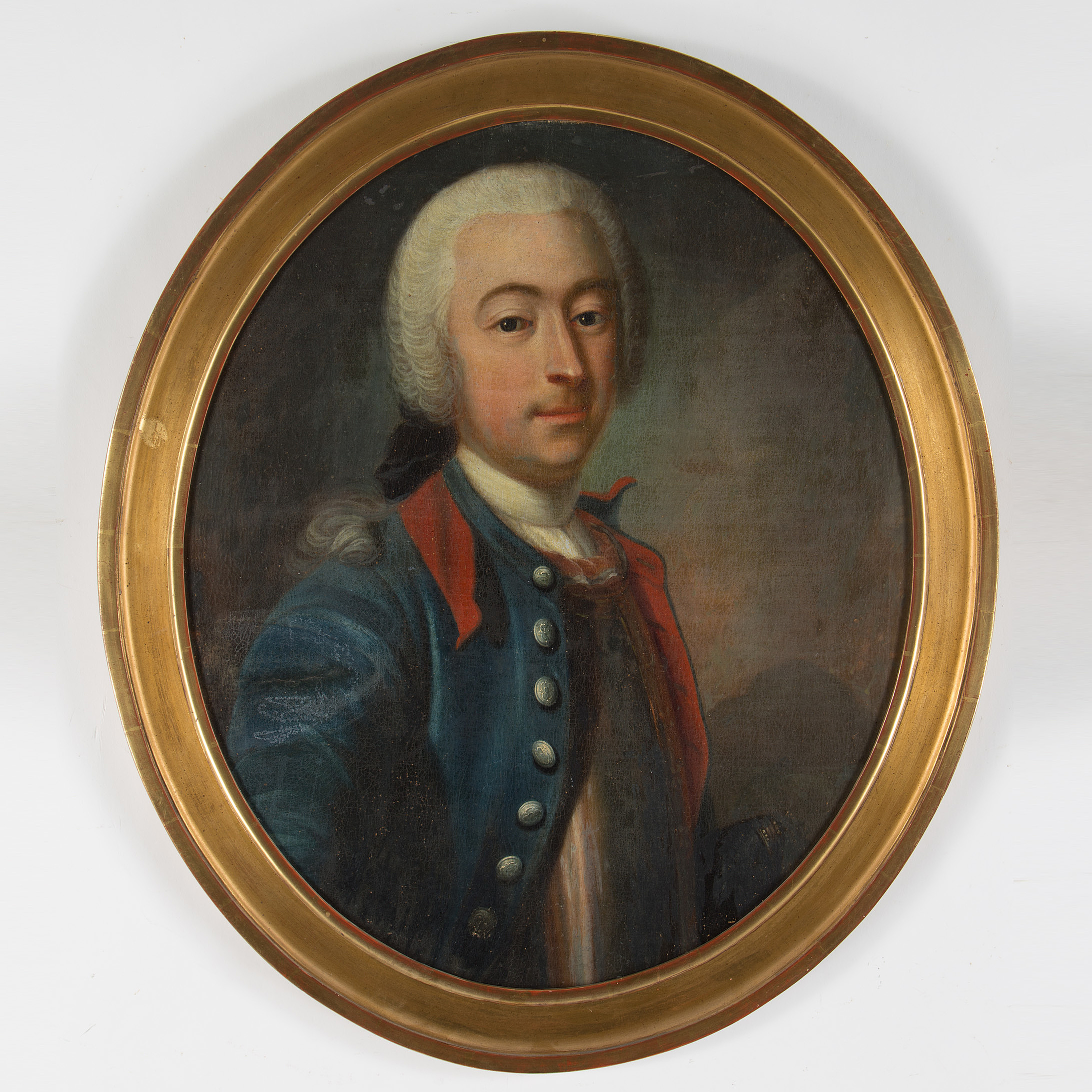
Johan Cronhielm dans l'uniforme régiment de Lenck, ca 1730
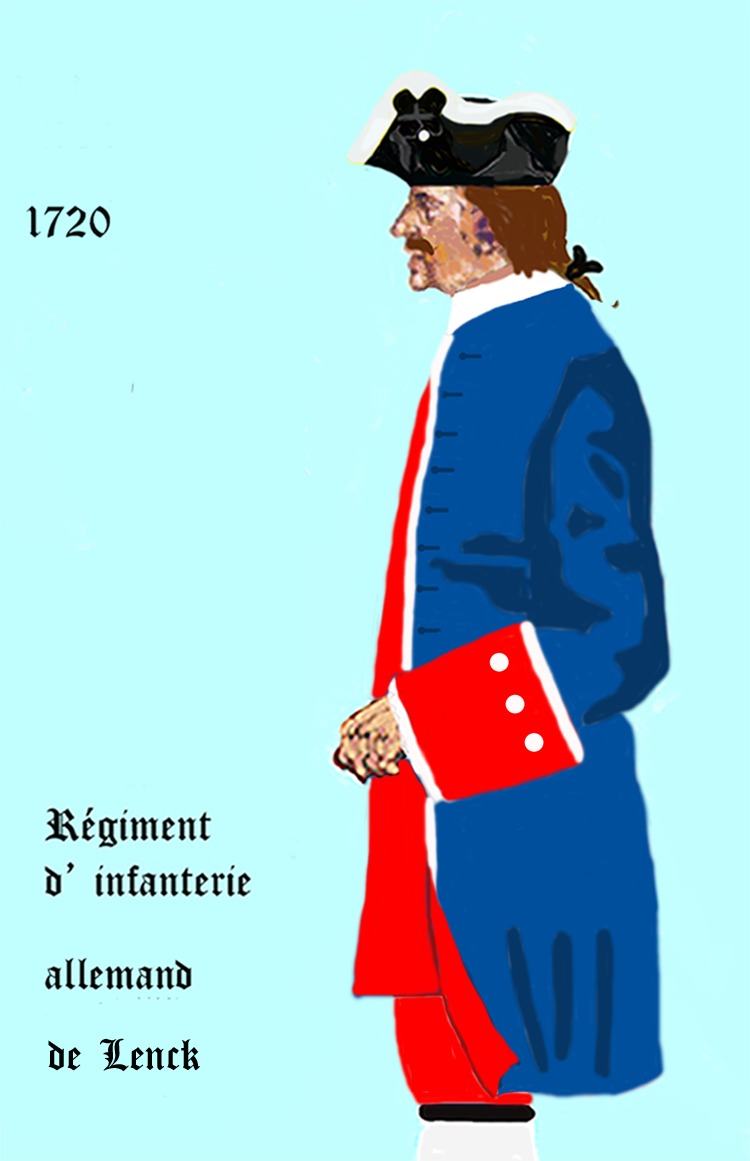
régiment de Lenck de 1729 à 1734
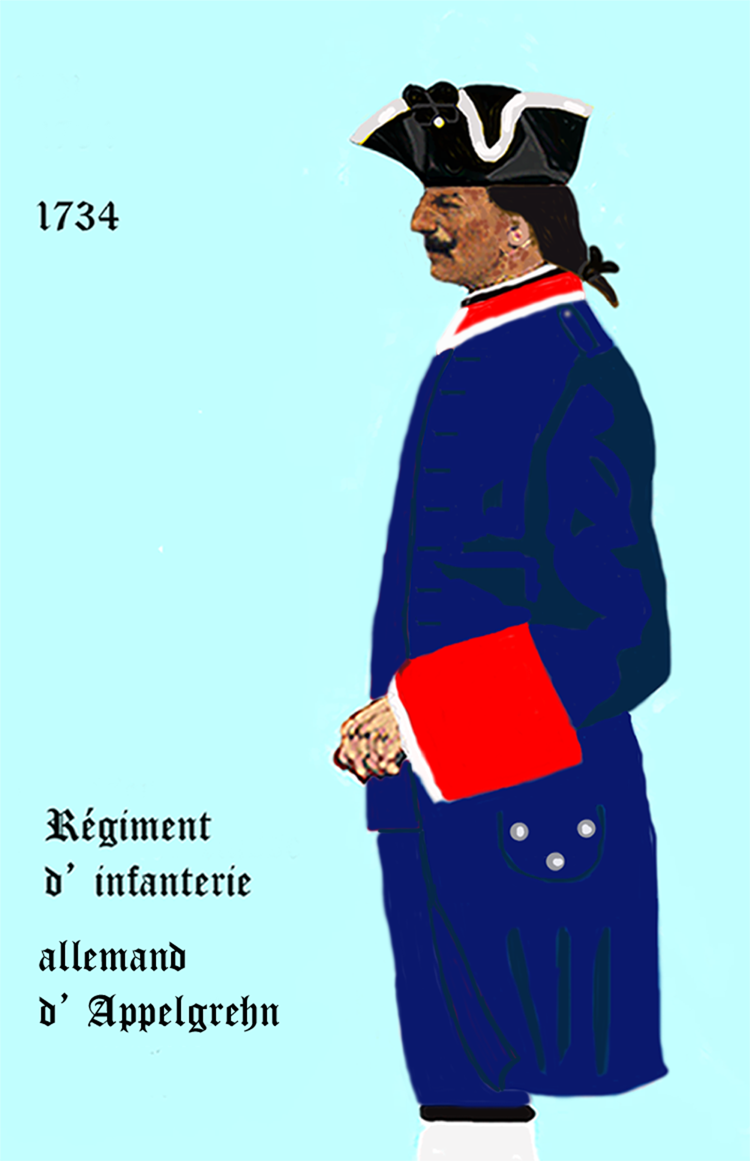
de 1734 à 1742
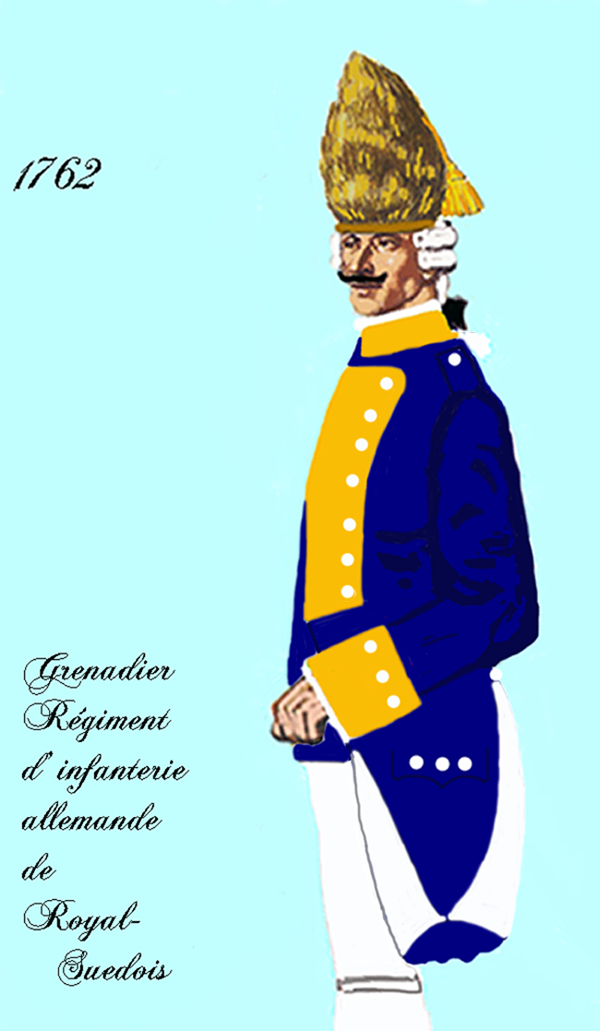
grenadier du régiment Royal-Suédois de 1762 à 1776
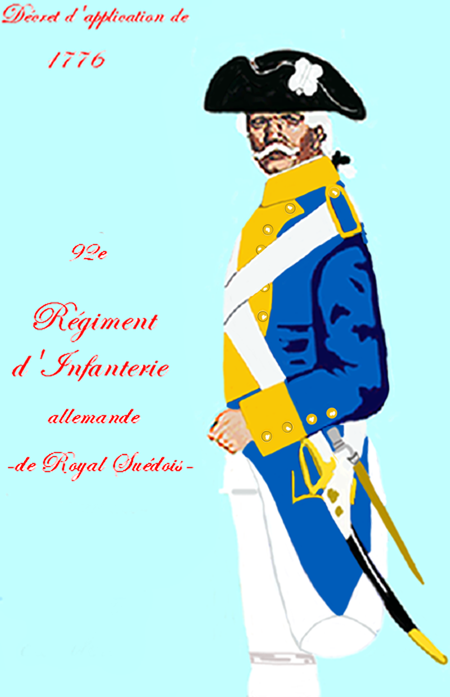
régiment Royal-Suédois de 1776 à

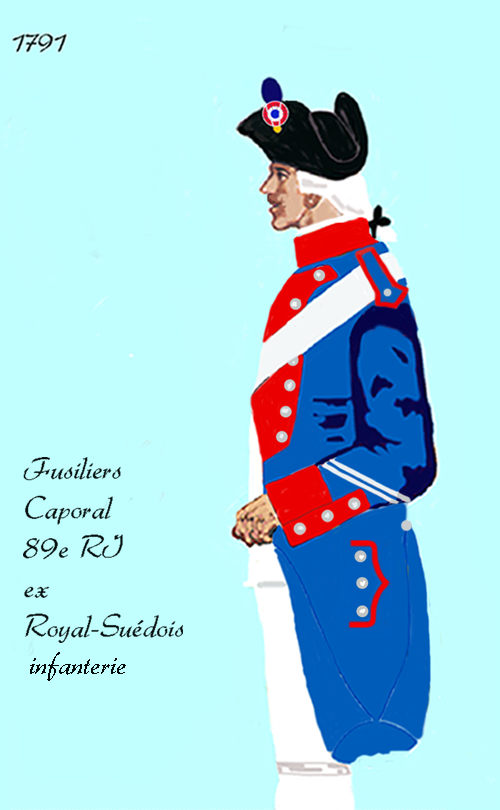
89e régiment d’infanterie de ligne de 1791 à 1792
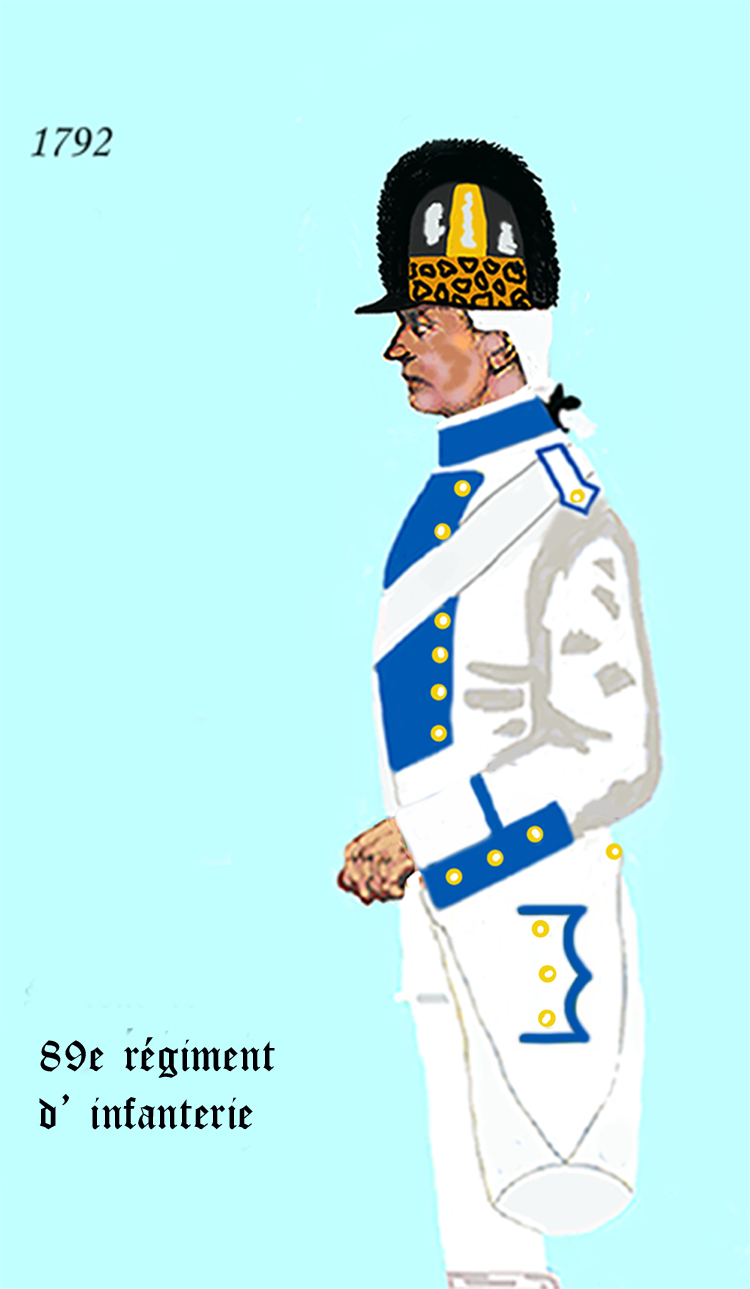
89e régiment d’infanterie de ligne de 1792 à 1794

## Historique

### Colonels et mestres de camp
Colonels propriétaires
- 1er août 1690 : Johan Henrik Leisler
- 20 octobre 1694 : Erik Sparre, comte de Sundby
- 10 mars 1714 : Jakob Gustaf Lenck, brigadier le 1er février 1719, maréchal de camp le 20 février 1734, † 14 décembre 1734
- 19 décembre 1734 : Pierre Appelgrehn, brigadier le 1er mars 1738, † 22 août 1742
- 30 octobre 1742 : Josef Magnus Sparre, comte de Kronoberg
- 22 avril 1756 : Alexander Serafin Josef Sparre, comte de Kronoberg
- 17 juin 1770 : Ludvig Ernst Josef Sparre, comte de Kronoberg
- 21 septembre 1783 : Axel de Fersen - Colonel

Colonels commandants
- 18 janvier 1760 : Orthon Friedrich von Bülow
- 20 juillet 1761 : Michel de Maës
- 16 avril 1767 : Pierre de Chambge d’Elbecq
- 22 juin 1767 : Louis Hermann von Waldner
- 17 juin 1770 : Ernst Sparre de Kronoberg
- 16 avril 1771 : Carl Gideon Sinclair
- 28 avril 1778 : Hugo Hamilton
- 11 novembre 1782 : Walther von Nyvenheim
- 24 mars 1784 : Curt von Stedingk
- 4 juin 1790 : Charles-Léopold Fürstenwaerther

### Composition
Le régiment de Leisler est formé par des prisonniers de guerre après la bataille de Fleurus, comme un « régiment allemand » avec un colonel propriétaire et des officiers suédois. Le gros des effectifs est originaire de la Poméranie suédoise en Allemagne.

### Campagnes et batailles
- guerre de la Ligue d'Augsbourg
  - 1694 Prise de Hostalrich
  - 1695 Prise de Castelfollit

- guerre de Succession d'Espagne
  - 1709 : bataille de Malplaquet

- guerre de Succession de Pologne
  - 1734 Prise de Philipsbourg
  - en récompense de sa fidélité et des services rendus pendant cette guerre, Louis XV attribue au régiment l’attribut honorifique « Royal » ; le régiment obtient ainsi les privilèges des régiments royaux.

- guerre de Succession d'Autriche
  - 11 et 12 mars 1742 : Passage du Rhin[2]
  - 1747 bataille de Lauffeld

- guerre de Sept Ans
  - 1757 Bataille de Hastenbeck
  - 1759 Bergen
  - 1760 Bataille de Corbach

- guerre d'indépendance des États-Unis
  - 1781 Mahon (en) (Minorque)

Le 1er bataillon du 89e régiment d’infanterie de ligne a fait les guerres de 1792 et 1793 à l’armée de la Moselle, celle de 1794 à l’armée du Nord ; le 2e bataillon les campagnes de 1792 et 1793 à l’armée du Nord, 1794 à l’armée de Sambre-et-Meuse.

### Quartiers
- Huninghen[1]